# آريداغاوا
آريداغاوا (باليابانية: 有田川町) هي بلدية في اليابان، وبلدة في اليابان، تقع في واكاياما، ومقاطعة أريدا، بلغ عدد سكانها 26,012 نسمة وذلك حسب إحصائيات سنة 2017، تبلغ مساحتها 351.84 كيلومتر مربع.

## الموقع
تشترك في الحدود مع:
- أريدا، واكاياما
- كيمينو
- هيداكاغاوا  [لغات أخرى]‏
- كاتسوراغي
- Hirogawa, Wakayama [الإنجليزية]‏
- تانابا، واكاياما
- يواسا
- كاينان، واكاياما
- نوسيغاوا.